# الكسندر بي. ريدل
الكسندر بي. ريدل هو سياسي أمريكي، ولد في 16 أغسطس 1846 في Harlansburg, Pennsylvania ‏ في الولايات المتحدة، وتوفي في 12 يناير 1909 في منيابولس في الولايات المتحدة. نشط حزبياً في الحزب الجمهوري. وقد انتخب نائب حاكم كانساس ‏.